# Leon Uris

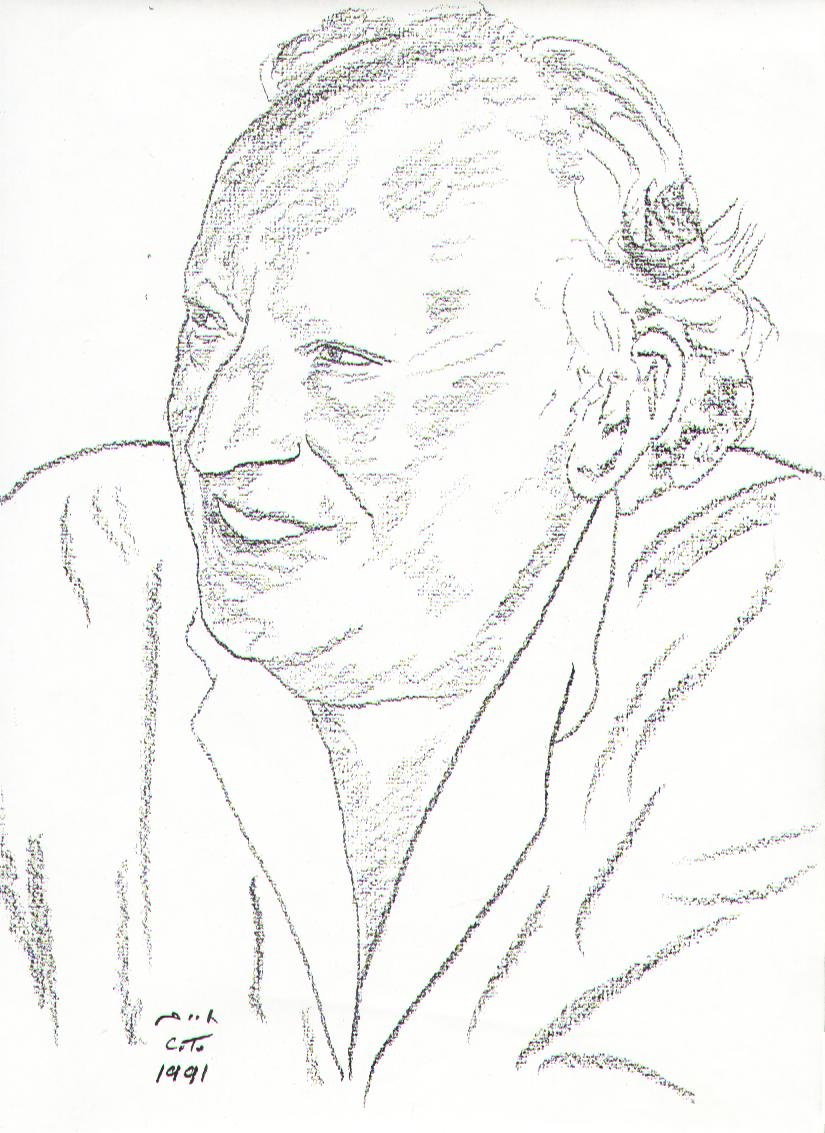
Leon Uris (1991) gezeichnet von Chaim Topol

Leon Marcus Uris (* 3. August 1924 in Baltimore, Maryland; † 21. Juni 2003 in Shelter Island, New York) war ein US-amerikanischer Schriftsteller.

## Leben
Leon Uris war der Sohn einer jüdisch-polnischen Familie. Mit 17 Jahren trat er dem United States Marine Corps bei. Während des Zweiten Weltkriegs war er im Südpazifik eingesetzt. In dieser Zeit lernte er seine erste Frau Betty kennen, die ebenfalls im Marine Corps diente. Nach dem Krieg wurde er Redakteur.
Seine Kriegserlebnisse verarbeitete er in seinem ersten Bestseller-Roman Schlachtruf oder Urlaub bis zum Wecken (original: Battle cry). Anregungen zu seinem erfolgreichsten Roman Exodus erhielt er durch Gespräche mit dem israelischen Konsul in Los Angeles und einen längeren Aufenthalt in Israel in Begleitung eines israelischen Diplomaten. Dieser Roman machte ihn 1958 international bekannt. 
Da Uris im Roman Exodus den Namen des polnischen Arztes Władysław Alexander Dering genannt und ihn mit Menschenversuchen im Konzentrationslager verknüpft hatte, verklagte ihn dieser vor einem Londoner Gericht. Uris verarbeitete diese Geschichte im Roman QB VII, der auch als Film und als Serie erfolgreich war.
Uris’ Bekanntheitsgrad wurde 1969 durch Alfred Hitchcocks Verfilmung des Romans Topas weiter gesteigert.
Leon Uris war dreimal verheiratet. Von 1945 bis 1965 mit Betty Katherine Beck, aus dieser Ehe entstammen die drei Kinder Karen, Mark und Michael. Seine zweite Ehe mit Margery Edwards dauerte nur wenige Monate bis zu ihrem Tod 1969. Aus seiner dritten Ehe mit Jill Peabody 1970 bis 1989 hat er zwei weitere Kinder.

## Werke
- 1953: Schlachtruf (Battle cry)
- 1955: Die Berge standen auf (The Angry Hills), Roman um die deutsche Besetzung Griechenlands und den Widerstand
- 1958: Exodus, Roman, der die Entstehung des Staates Israel und die Geschichte der Juden bis ins 20. Jahrhundert erzählt.
- 1960: Exodus Revisited, deutsch: Auf den Spuren von Exodus, mit 267 Fotos von Dimitrios Harissiadis, Kindler, München 1962, DNB 455189595.
- 1961: Mila 18, Roman, übersetzt von Peter de Mendelssohn: Heine, München 1991, ISBN 3-453-19918-9 (deutsche Erstausgabe bei Kindler, München 1961, die Geschichte des Aufstands im Warschauer Ghetto).
- 1963: Entscheidung in Berlin (auch Armageddon), Heyne, München 1998, ISBN 3-453-13833-3, Roman über die unmittelbare Nachkriegszeit in Deutschland, die in der Berliner Luftbrücke gipfelt.
- 1967: Topas (Topaz), Roman vor dem Hintergrund der Kubakrise
- 1967: (The Third Temple)
- 1970: QB VII. Ein Prozess erregt die Welt Roman. Ins Deutsche übersetzt von Evelyn Linke. Kindler, Zürich 1970, ISBN 3-463-00484-4;als Taschenbuch: Heyne, München 1995, ISBN 3-453-00389-6 (ein Gerichtsdrama vor dem Hintergrund des Holocaust).
- 1975: Eine schreckliche Schönheit (Ireland A Terrible Beauty) Bildband mit Jill Uris
- 1976: Trinity, Roman, der den Konflikt zwischen Katholiken und Protestanten in Irland zum Thema hat
- 1981: Jerusalem Lied der Lieder (Jerusalem Song Of Songs) Bildband mit Jill Uris
- 1964 (deutsche Übersetzung erschien: 1984): Haddsch (The Haj), Roman, der das Leben in Palästina in der ersten Hälfte des 20. Jahrhunderts beschreibt
- 1988: Mitla Pass, Roman um den israelischen Sinaifeldzug 1956
- 1995: Insel der Freiheit (Redemption, übersetzt von Wulf Bergner und Bernhard Robben), Knaus, Berlin 1995, ISBN 3-8135-4000-6, Fortsetzung von Trinity, mit ausführlicher Schilderung der Schlacht von Gallipoli aus Sicht eines neuseeländischen ANZAC-Soldaten mit irischen Wurzeln (ein Drittel des Inhalts)
- 1999: (A God In Ruins)
- 2003: (O'Haras Choice), Roman, ISBN 978-0-06-056875-7.

## Filmografie

### Literarische Vorlagen
- 1955: Urlaub bis zum Wecken (Battle Cry) – Regie: Raoul Walsh
- 1959: Hügel des Schreckens (The Angry Hills) – Regie: Robert Aldrich
- 1960: Exodus – Regie: Otto Preminger
- 1968: Topas (Topaz) – Regie: Alfred Hitchcock – Drehbuch: Samuel A. Taylor

### Drehbuch nach Vorlagen anderer Autoren
- 1957: Zwei rechnen ab (Gunfight at the O.K. Corral) – Regie: John Sturges

## Sonstiges
Als Joseph Heller 1953 mit seinem Buch Catch-22 begann, nannte er es Catch-18. Bei seiner Veröffentlichung im Oktober 1961 hatte er den Titel angepasst um eine Ähnlichkeit/Verwechselung zu Uris' kurz zuvor erschienenem Roman Mila 18 zu vermeiden.